# Leichtathletik-Weltmeisterschaften 2007/4 × 400 m der Frauen
Die 4-mal-400-Meter-Staffel der Frauen bei den Leichtathletik-Weltmeisterschaften 2007 wurde am 1. und 2. September 2007 im Nagai-Stadion der japanischen Stadt Osaka ausgetragen.
Weltmeister wurden die Vereinigten Staaten in der Besetzung DeeDee Trotter, Allyson Felix (Finale), Mary Wineberg und Sanya Richards (Finale) sowie den im Vorlauf außerdem eingesetzten Monique Hennagan und Natasha Hastings.
Den zweiten Platz belegte Jamaika mit Shericka Williams, Shereefa Lloyd, Davita Prendergast und Novlene Williams (Finale) sowie der im Vorlauf außerdem eingesetzten Anastasia Le-Roy.
Bronze ging an Großbritannien in der Besetzung Christine Ohuruogu (Finale), Marilyn Okoro, Lee McConnell und Nicola Sanders sowie der im Vorlauf außerdem eingesetzten Donna Fraser.
Auch die nur im Vorlauf eingesetzten Läuferinnen erhielten entsprechendes Edelmetall. Rekorde und Bestleistungen standen dagegen nur den tatsächlich laufenden Athletinnen zu.

## Bestehende Rekorde
| Weltrekord | 3:15,17 min | Sowjetunion (Tazzjana Ljadouskaja, Olga Nasarowa, Marija Pinigina, Olha Bryshina) | OS in Seoul Südkorea        | 1. Oktober 1988 |
| WM-Rekord  | 3:16,71 min | USA (Gwen Torrence, Maicel Malone-Wallace, Natasha Kaiser-Brown, Jearl Miles)     | WM in Stuttgart Deutschland | 22. August 1993 |

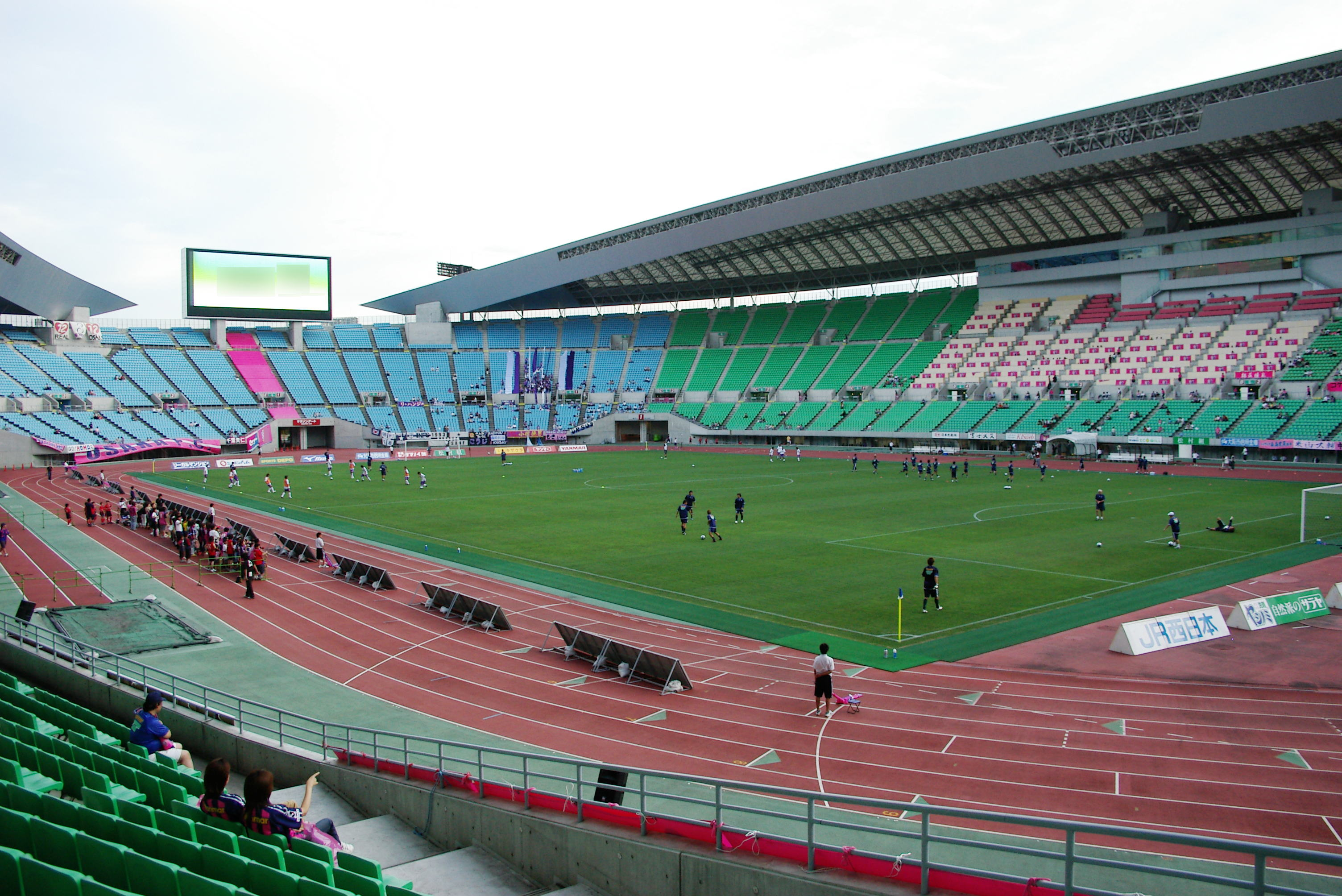
Das Nagai-Stadion in Osaka im Jahr 2004

Der bestehende WM-Rekord wurde bei diesen Weltmeisterschaften nicht eingestellt und nicht verbessert.
Es gab drei Weltjahresbestleistungen und fünf Landesrekorde.
- Weltjahresbestleistungen:
  - 3:23,49 min – Russland (Jelena Migunowa, Natalja Nasarowa, Ljudmila Litwinowa, Tatjana Lewina), 1. Vorlauf am 1. September
  - 3:23,37 min – USA (DeeDee Trotter, Monique Hennagan, Mary Wineberg, Natasha Hastings), 2. Vorlauf am 1. September
  - 3:18,55 min – USA (DeeDee Trotter, Allyson Felix, Mary Wineberg, Sanya Richards), Finale am 2. September
- Landesrekorde:
  - 3:27,14 min – Mexiko (Zudikey Rodriguez, Gabriela Medina, Nallely Vela, Ana Guevara)>, 2. Vorlauf am 1. September
  - 3:30,17 min – Japan (Sayaka Aoki, Asami Tanno, Satomi Kubokura, Mayu Kida), 2. Vorlauf
  - 3:19,73 min – Jamaika (Shericka Williams, Shereefa Lloyd, Davita Prendergast, Novlene Williams), Finale am 2. September
  - 3:20,04 min – Großbritannien (Christine Ohuruogu, Marilyn Okoro, Lee McConnell, Nicola Sanders), Finale
  - 3:21,88 min – Belarus (Juljana Juschtschanka, Iryna Chljustawa, Ilona Ussowitsch, Swjatlana Ussowitsch), Finale

## Vorrunde
Die Vorrunde wurde in zwei Läufen durchgeführt. Die ersten drei Staffeln pro Lauf – hellblau unterlegt – sowie die darüber hinaus zwei zeitschnellsten Teams – hellgrün unterlegt – qualifizierten sich für das Finale.

### Vorlauf 1
1. September 2007, 20:05 Uhr
| Platz | Staffel  | Besetzung                                                                              | Zeit (min) |
| ----- | -------- | -------------------------------------------------------------------------------------- | ---------- |
| 1     | Russland | Jelena Migunowa (Vorlauf) Natalja Nasarowa Ljudmila Litwinowa Tatjana Lewina (Vorlauf) | 3:23,49 WL |
| 2     | Belarus  | Juljana Juschtschanka Iryna Chljustawa Hanna Kosak (Vorlauf) Swjatlana Ussowitsch      | 3:25,14    |
| 3     | Jamaika  | Shericka Williams Anastasia Le-Roy (Vorlauf) Davita Prendergast Shereefa Lloyd         | 3:26,14    |
| 4     | Kuba     | Aymée Martínez Daimí Pernía Zulia Calatayud Indira Terrero                             | 3:27,04    |
| 5     | Nigeria  | Shade Abugan Christy Ekpukhon Olouma Nwoke Sekinat Adesanya                            | 3:27,97    |
| 6     | Ukraine  | Natalija Pyhyda Antonina Jefremowa Olha Zavhorodnya Oksana Schtscherbak                | 3:30,76    |
| 7     | Rumänien | Taisia Crestincov Liliana Popescu Mirela Lavric Ionela Târlea                          | 3:35,69    |

### Vorlauf 2
1. September 2007, 20:15 Uhr
| Platz | Staffel        | Besetzung                                                                          | Zeit (min)                     |
| ----- | -------------- | ---------------------------------------------------------------------------------- | ------------------------------ |
| 1     | USA            | DeeDee Trotter Monique Hennagan (Vorlauf) Mary Wineberg Natasha Hastings (Vorlauf) | 3:23,37 WL                     |
| 2     | Großbritannien | Lee McConnell Donna Fraser (Vorlauf) Marilyn Okoro Nicola Sanders                  | 3:24,45                        |
| 3     | Polen          | Agnieszka Karpiesiuk (Vorlauf) Grażyna Prokopek Zuzanna Radecka Anna Jesień        | 3:26,45                        |
| 4     | Mexiko         | Zudikey Rodriguez Gabriela Medina Nallely Vela Ana Guevara                         | 3:27,14 NR                     |
| 5     | Frankreich     | Thélia Sigère Marie-Angélique Lacordelle Phara Anacharsis Solen Désert             | 3:29,87                        |
| 6     | Japan          | Sayaka Aoki Asami Tanno Satomi Kubokura Mayu Kida                                  | 3:30,17 NR                     |
| 7     | Brasilien      | Maria Laura Almirão Emily Pinheiro Sheila Ferreira Josiane Tito                    | 3:34,34                        |
| DSQ   | Indien         | Mandeep Kaur Manjeet Kaur Chitra Soman Iyleen Samantha                             | IAAF Rule 170.19 Wechselfehler |

## Finale

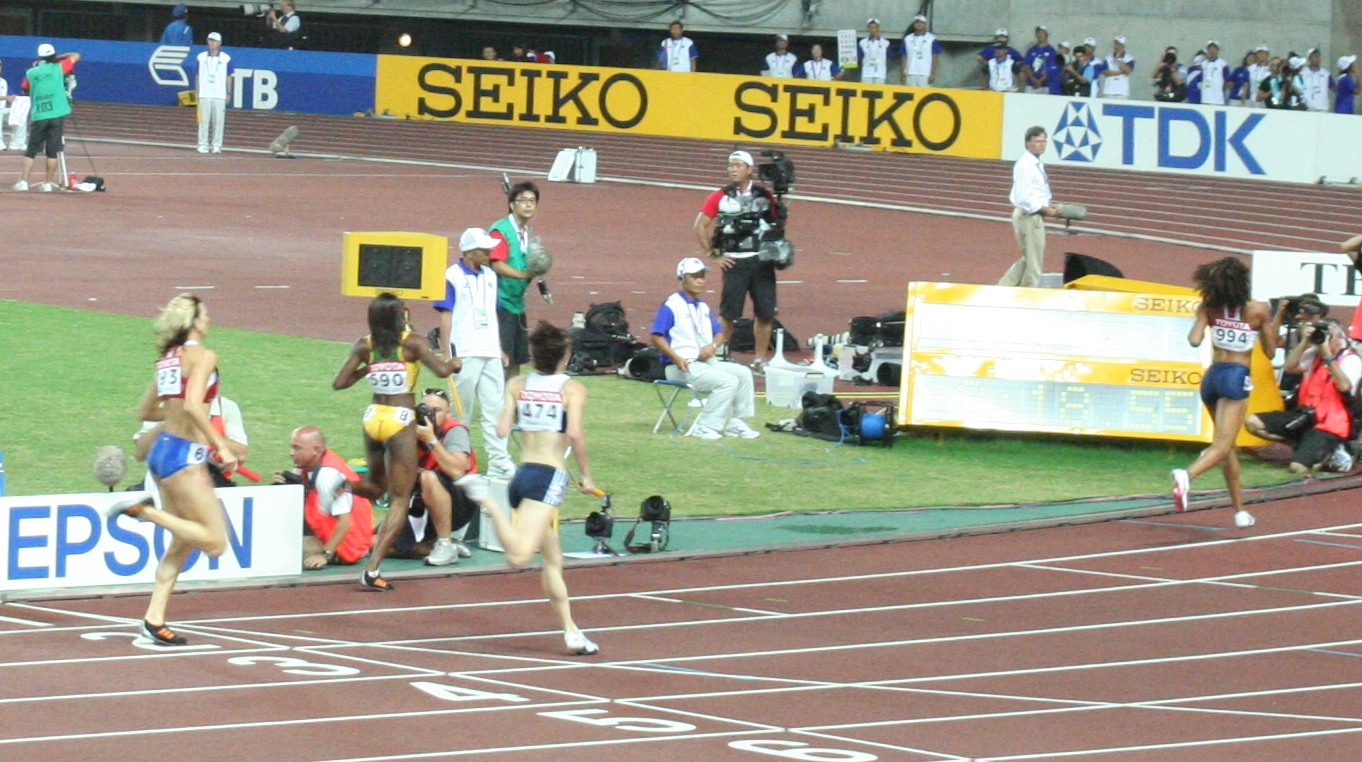
Der Zieleinlauf

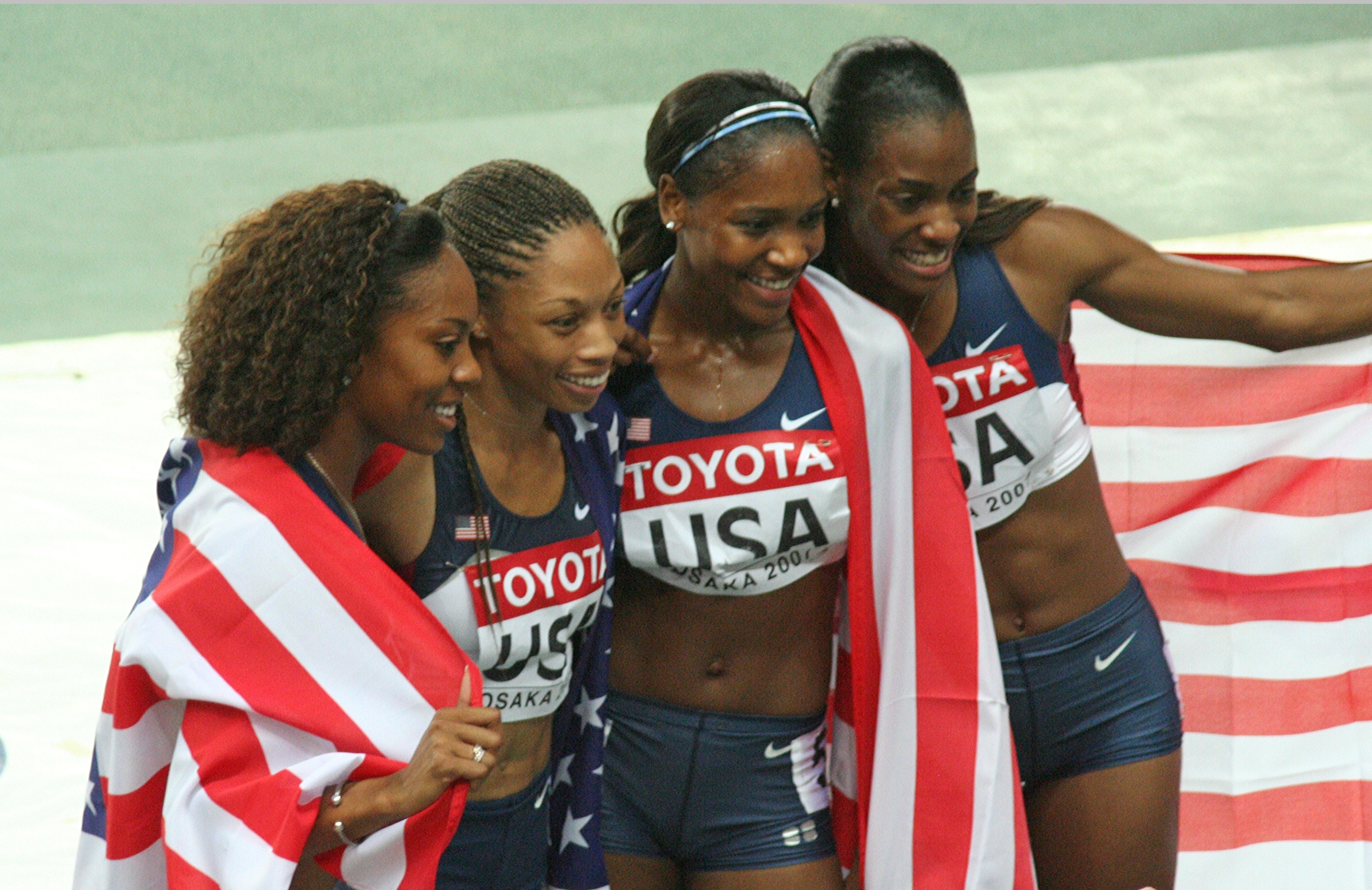
Ein feierndes US-Team

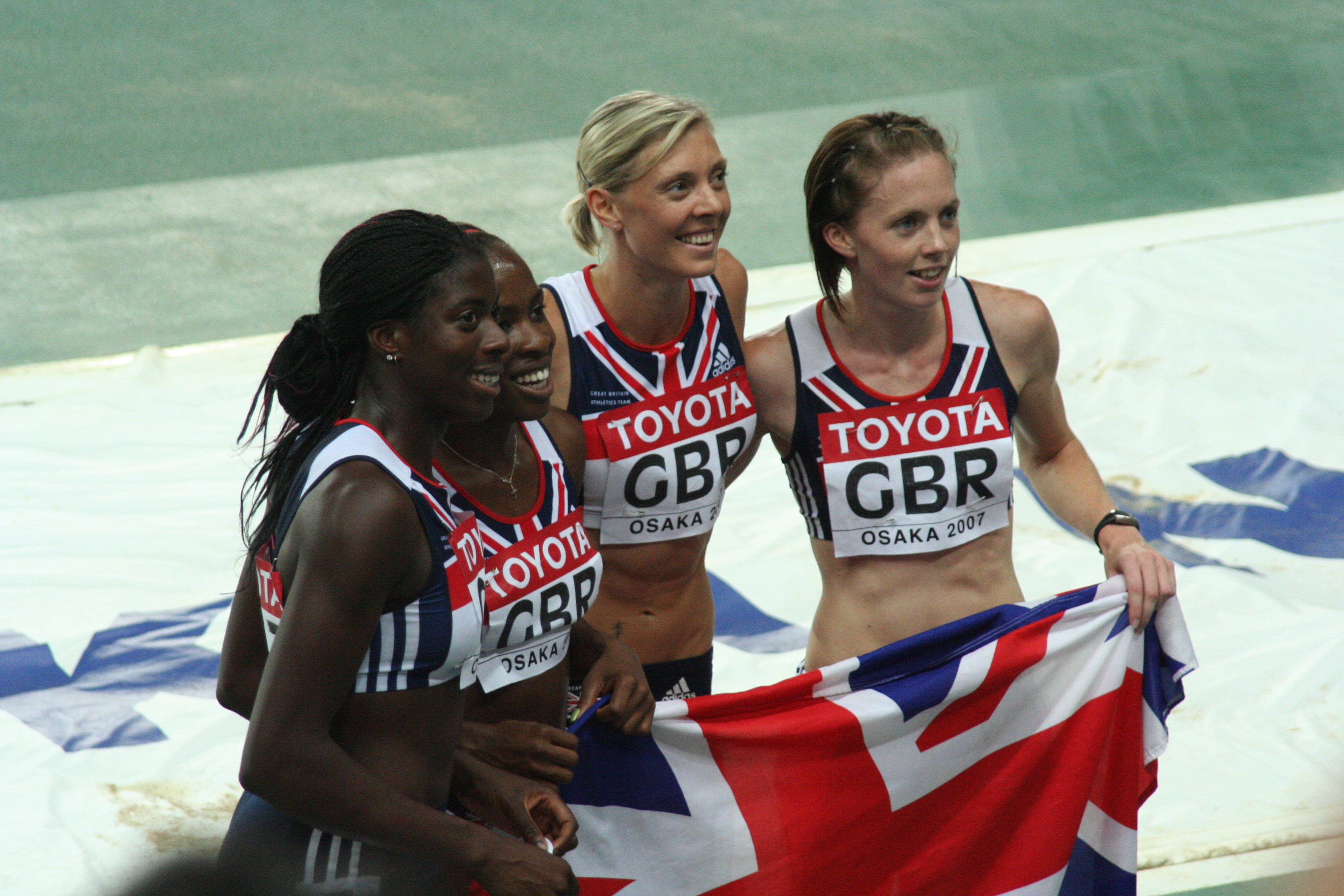
Auch die Britinnen waren in Feierlaune

2. September 2007, 20:30 Uhr
| Platz | Staffel        | Besetzung | Zeit (min) |
| ----- | -------------- | --- | ---------- |
| 1     | USA            | DeeDee Trotter Allyson Felix (Finale) Mary Wineberg Sanya Richards (Finale) im Vorlauf außerdem: Monique Hennagan Natasha Hastings            | 3:18,55 WL |
| 2     | Jamaika        | Shericka Williams Shereefa Lloyd Davita Prendergast Novlene Williams (Finale) im Vorlauf außerdem: Anastasia Le-Roy                           | 3:19,73 NR |
| 3     | Großbritannien | Christine Ohuruogu (Finale) Marilyn Okoro Lee McConnell Nicola Sanders im Vorlauf außerdem: Donna Fraser                                      | 3:20,04 NR |
| 4     | Russland       | Ljudmila Litwinowa Natalja Nasarowa Tatjana Weschkurowa (Finale) Natalja Antjuch (Finale) im Vorlauf außerdem: Jelena Migunowa Tatjana Lewina | 3:20,25    |
| 5     | Belarus        | Juljana Juschtschanka Iryna Chljustawa Ilona Ussowitsch (Finale) Swjatlana Ussowitsch im Vorlauf außerdem: Hanna Kosak                        | 3:21,88 NR |
| 6     | Polen          | Zuzanna Radecka Grażyna Prokopek Ewelina Sętowska-Drick (Finale) Anna Jesień im Vorlauf außerdem: Agnieszka Karpiesiuk                        | 3:26,49    |
| 7     | Kuba           | Aymée Martínez Daimí Pernía Zulia Calatayud Indira Terrero                                                                                    | 3:27,05    |
| 8     | Mexiko         | Zudikey Rodriguez Gabriela Medina Nallely Vela Ana Guevara                                                                                    | 3:29,14    |

## Video
- 2007 Osaka WC – 4X400m relay women, youtube.com, abgerufen am 8. November 2020